# Palác Sremské župy
Palác Sremské župy (chorvatsky Palača Županije srijemske) se nachází v chorvatském městě Vukovaru na adrese Županijska 9. Je kulturní památka evidovaná v katalogu chorvatských kulturních památek pod číslem Z-1176.
Budova byla vybudována v letech 1770 až 1773 ve stylu přecházejícím z pozdního baroka ke klasicismu. Začala být využívána ještě před dokončením stavebních prací. Byla propojena s další budovou úřadu, který sloužil pro potřeby místní samosprávy (chorvatsky Kotarski ured). Na nádvoří župního paláce byli také mimo jiné posíláni odsouzenci na smrt. 
Stavba byla těžce poškozena během chorvatské války za nezávislost a bitvy o Vukovar. Následně byla přestavěna, rekonstrukce byla ukončena v roce 1999. Znovu byla rekonstruována v 21. století.
Palác sloužil jako úřad uvedené župy v rámci Chorvatského království v rámci Uher. Patrová stavba má nápadné průčelí s tympanonem. V jeho středu se nachází znak bývalé sremské župy.